# 9 км (Мордовия)
9 км — посёлок железнодорожного разъезда в составе Плодопитомнического сельского поселения Рузаевского района Республики Мордовия.

## География
Находится на железнодорожной линии Рузаевка — Пенза на расстоянии примерно 5 км на юго-восток по прямой от районного центра города Рузаевка.

## История
Населённый пункт появился при строительстве железной дороги. В селении жили семьи тех, кто обслуживал железнодорожную инфраструктуру.

## Население
| 2002 | 2010 |
| ---- | ---- |
| 19   | →19  |

Национальный состав
Согласно результатам Всероссийской переписи населения 2002 года, в национальной структуре населения русские составляли 69 %, татары 26 % от 19 человек.

## Инфраструктура
Путевое хозяйство железной дороги. Действует остановочный пункт (разъезд) 9 км.

## Транспорт
Железнодорожный и автомобильный транспорт. Полевая дорога к городу Рузаевка от ул. Вокзальная.